# Costituzione turca del 1921

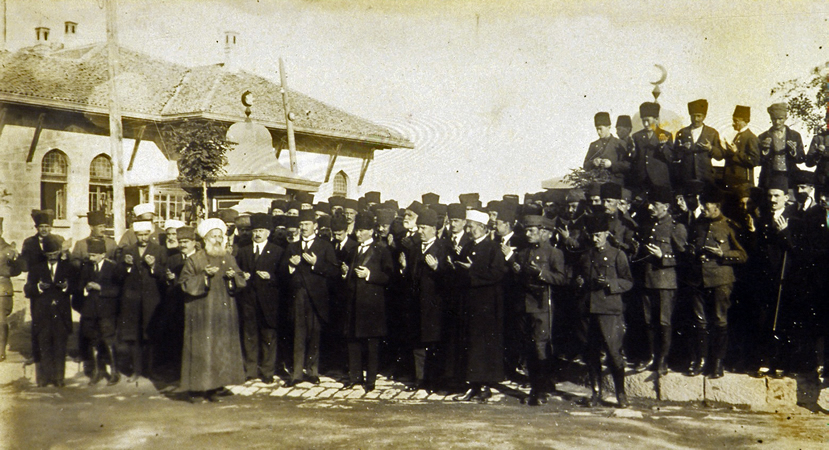
Membri dell'Assemblea nazionale ad Ankara.

La Costituzione del 1921 (in turco ottomano: Teşkilât-ı Esasiye Kanunu; in turco 1921 Türk Anayasası) è stata la legge fondamentale della Turchia per un breve periodo dal 1921 al 1924. La prima costituzione del moderno stato turco fu ratificata dalla Grande Assemblea Nazionale della Turchia nel gennaio 1921. Era un semplice documento composto da soli 23 brevi articoli. Nell'ottobre 1923 la costituzione fu modificata per dichiarare la Turchia una repubblica. Nell'aprile dell'anno successivo la costituzione fu sostituita da un documento completamente nuovo, la Costituzione del 1924.

## Contesto
Fu preparata dalla Grande Assemblea Nazionale che fu eletta sia come Convenzione Costituzionale che come Parlamento in carica il 23 aprile 1920, a seguito del crollo de facto dell'Impero ottomano all'indomani della prima guerra mondiale. Mustafa Kemal Atatürk, che sarebbe poi diventato il primo presidente della Repubblica di Turchia nel 1923, fu il principale motore della preparazione di una Costituzione che traeva la sua sovranità dalla nazione e non dal Sultano, il monarca assoluto dell'Impero ottomano . L'Assemblea nazionale fu convocata con lo scopo di scriverne una che avrebbe preparato il terreno per la proclamazione di una Repubblica e consacrato il principio della sovranità nazionale. Questa Costituzione sarebbe servita anche come base giuridica per la Guerra d'indipendenza turca durante il 1919-1923, poiché avrebbe confutato i principi del Trattato di Sèvres del 1918 firmato dall'Impero ottomano, con il quale una grande maggioranza del territorio dell'Impero sarebbe stata ceduta alle potenze dell'Intesa che avevano vinto la prima guerra mondiale.

## Panoramica
L'Assemblea nazionale iniziò i dibattiti per una nuova costituzione il 19 novembre 1920 e fu ratificata durante la sessione del 20 gennaio 1921. Fu la prima Costituzione turca a consacrare il principio della sovranità nazionale.
Era un testo relativamente breve composto da 23 articoli. I primi nove articoli stabilivano i principi su cui sarebbe stato fondato lo stato. Delegava le prerogative esecutive e legislative all'"unico vero delegato della sovranità della Nazione", l'Assemblea nazionale che doveva essere eletta con voto popolare diretto. Dopo la proclamazione della Repubblica il 29 ottobre 1923, i poteri esecutivi dovevano essere esercitati dal Presidente e dal Consiglio dei ministri per conto dell'Assemblea nazionale.
A causa della più ampia congettura geopolitica del tempo e della mancanza di una dichiarazione formale della repubblica, non menzionò nulla sul ruolo che il Sultano avrebbe potuto svolgere in questa nuova costituzione. Da un punto di vista tecnico, si potrebbe sostenere che lasciava aperta la possibilità che il Sultanato potesse non essere abolito e modificato per far posto a una monarchia costituzionale, simile a quella fondata dalla Costituzione francese del 1791. Col senno di poi, tuttavia, è chiaro che tale omissione attendeva appositamente l'esito della Guerra d'Indipendenza e la cessazione delle ostilità prima della proclamazione della Repubblica.
Inoltre non includeva alcun riferimento al sistema giudiziario per ragioni simili, né definiva i diritti e le responsabilità dei cittadini.

## Sequenza temporale
Dopo essere entrata in vigore il 20 gennaio 1921, rimase legge del paese per tre anni fino all'adozione della Costituzione del 1924. Durante questo periodo fu testimone di molti eventi estremamente importanti e fondamentali nella storia della Repubblica di Turchia:
- La guerra d'indipendenza turca fu vinta dalle forze turche
- Il sultanato ottomano e tutti i titoli aristocratici furono aboliti il 1º novembre 1922
- Il Trattato di Losanna che portò al riconoscimento internazionale della nuova Repubblica fu firmato tra la Turchia e le potenze dell'Intesa, che avevano vinto la prima guerra mondiale, il 24 luglio 1923
- La Repubblica fu proclamata ufficialmente il 29 ottobre 1923 con Atatürk come primo presidente
- Il titolo del Califfato che era detenuto dai Sultani ottomani dal 1517 fu abolito il 3 marzo 1924, insieme a tutte le rimanenti vestigia della legge islamica. (I suoi poteri all'interno della Turchia furono trasferiti all'Assemblea nazionale e da allora il titolo è rimasto inattivo. Sebbene molto improbabile, la Repubblica Turca conserva ancora il diritto di ripristinare il Califfato.)
- Per la legge del 3 marzo 1924, all'ultimo sultano ottomano, all'ultimo califfo e a tutti i membri delle loro famiglie imperiali venne revocata la cittadinanza, furono esiliati per sempre dalla nuova Repubblica e ai loro discendenti fu vietato di mettere piede nel suo territorio. La stessa legge nazionalizzò anche tutti i beni della Corona Imperiale senza indennizzo.

## Testo (come emanato)
Il testo dei primi nove articoli può essere tradotto come segue:
- Articolo 1: La sovranità è conferita alla nazione senza condizioni. Il sistema di governo si basa sul principio dell'autodeterminazione e del governo del popolo.
- Articolo 2: Il potere esecutivo e la responsabilità legislativa sono esercitati e concentrati nelle mani della Grande Assemblea Nazionale che è l'unica e reale rappresentante della nazione.
- Articolo 3: Lo Stato turco è governato dalla Grande Assemblea Nazionale (Büyük Millet Meclisi) e il suo governo è denominato 'Governo della Grande Assemblea Nazionale' (Büyük Millet Meclisi Hükûmeti).
- Articolo 4: La Grande Assemblea Nazionale è composta da membri eletti dal popolo delle province.
- Articolo 5: Le elezioni della Grande Assemblea Nazionale si tengono ogni due anni. La durata dell'adesione è limitata a due anni, ma è possibile la rielezione di un membro. La precedente assemblea resta in carica fino alla convocazione della nuova assemblea. Quando una nuova elezione sembra impossibile, la legislatura può essere prorogata di un solo anno. Ogni membro della Grande Assemblea Nazionale non è solo un rappresentante della provincia da cui è eletto, ma dell'intera nazione.
- Articolo 6: L'Assemblea Generale della Grande Assemblea Nazionale si riunisce di propria iniziativa il primo giorno di novembre.
- Articolo 7: I diritti fondamentali dell'applicazione degli ordinamenti del diritto sacro; la promulgazione, la modifica e l'abrogazione di tutte le leggi; la conclusione dei trattati e la pace; la promulgazione della difesa della patria (ovvero la dichiarazione di guerra) spetta alla Grande Assemblea Nazionale. L'elaborazione delle leggi e dei regolamenti sarà guidata dalle disposizioni giuridiche e religiose, che meglio si conformano al modus operandi del popolo e alle esigenze dei tempi, nonché alle consuetudini stabilite. Le funzioni e le competenze del Consiglio dei ministri sono stabilite con legge speciale.
- Articolo 8: Il governo della Grande Assemblea Nazionale esercita la funzione esecutiva attraverso ministri eletti secondo la sua legge speciale. La Grande Assemblea Nazionale dirige i ministri sugli affari esecutivi e li cambia quando necessario.
- Articolo 9: Il Capo della Grande Assemblea Nazionale eletto dall'Assemblea Generale è il Capo della Grande Assemblea Nazionale per un periodo elettorale. Con tale statuto ha facoltà di firmare a nome dell'Assemblea e di approvare le deliberazioni del Consiglio dei ministri. Il Consiglio dei ministri elegge al suo interno un membro quale capo del Consiglio dei ministri. Tuttavia, il capo della Grande Assemblea nazionale è il capo naturale del Consiglio dei ministri.»

L'articolo 10 è intitolato Amministrazione. Gli articoli dall'11 al 21 riguardano gli enti locali. Queste suddivisioni sono chiamate Vilâyet (art. 11-14), Kaza (art. 15) e Nahiye (art. 16-21). Gli articoli da 22 a 23 prevedono l'Ispettorato generale (Umumi Müfettişlik). Vi è anche un articolo provvisorio finale che non è numerato.